# Pierre Skawinski
Pierre Skawinski (Bordeaux, 23 dicembre 1912 – Biarritz, 20 marzo 2009) è stato un velocista francese, medaglia d'argento nei 400 metri piani e nella staffetta 4×400 metri agli europei del 1934.

## Biografia
Atleta specializzato nella velocità, in particolare nei 400 m.
Si piazzò al secondo posto nei 400 metri piani agli europei del 1934 dietro il tedesco Adolf Metzner, superando in allungo lo svedese Bertil von Wachenfeldt.
Nella staffetta 4×400 metri con Robert Paul, Georges Guillez e Raymond Boisset vinse la medaglia d'argento per la Francia.
Ai Giochi olimpici del 1936 venne eliminato nelle semifinali.
Vinse 3 titoli nazionali nei 400 m tra il 1933 e il 1937.

## Progressione

### 400 metri piani
Skawinski è stato presente per 2 stagioni nella top 25 mondiale dei 400 metri piani..
| Stagione | Tempo | Luogo    | Data     | Rank. Mond. |
| -------- | ----- | -------- | -------- | ----------- |
| 1936     | 48"0  | Berlino  | 6-8-1936 | 26º         |
| 1934     | 48"0  | Colombes | 8-7-1934 | 19º         |

## Palmarès
| Anno | Manifestazione  | Sede    | Evento            | Risultato  | Prestazione | Note |
| ---- | --------------- | ------- | ----------------- | ---------- | ----------- | ---- |
| 1934 | Europei         | Torino  | 400 m piani       | Argento    | 48"0        |      |
| 1934 | Europei         | Torino  | Staffetta 4x400 m | Argento    | 3'15"6      |      |
| 1936 | Giochi olimpici | Berlino | 400 m piani       | Semifinale | 52"0        |      |

## Campionati nazionali
- 3 volte campione nazionale nei 400 m piani (1933, 1936, 1937)